# Matallana de Torío
Matallana de Torío is een gemeente in de Spaanse provincie León in de regio Castilië en León met een oppervlakte van 73,45 km². Matallana de Torío telt 1.342 inwoners (1 januari 2016).